# Xuanzang
Xuanzang (ou Hsuan-tsang) (602 - 664) nascido Chen Hui ou Chen Yi (陳褘 /陳禕), também conhecido pelo seu nome sânscrito Dharma Mokṣadeva, foi um monge budista chinês do século VII, estudioso, viajante e tradutor. Ele é conhecido pelas contribuições marcantes para o budismo chinês, o relato de viagem de sua jornada ao subcontinente indiano em 629-645, seus esforços para trazer pelo menos 657 textos indianos para a China e suas traduções de alguns desses textos. Ele só conseguiu traduzir 75 seções distintas de um total de 1335 capítulos, mas suas traduções incluíram algumas das escrituras Mahayana mais importantes.

## Vida pregressa
Xuanzang nasceu Chen Hui (ou Chen Yi) em 6 de abril de 602, na vila de Chenhe, cidade de Goushi (緱氏鎮), Luozhou (perto da atual Luoyang, Henan). Sua família era conhecida por sua erudição por gerações, e Xuanzang era o mais novo de quatro filhos. Seu ancestral foi Chen Shi (104–186), um ministro da dinastia Han Oriental. Seu bisavô Chen Qin (陳欽) serviu como prefeito de Shangdang (上黨; atual Changzhi, Shanxi) durante o Wei Oriental; seu avô Chen Kang (陳康) foi professor na Taixue (Academia Imperial) durante o Chi do Norte. Seu pai Chen Hui (陳惠) serviu como magistrado do condado de Jiangling durante a dinastia Sui. De acordo com biografias tradicionais, Xuanzang demonstrou uma inteligência e seriedade soberbas, estudou com seu pai e o surpreendeu com sua cuidadosa observância da piedade filial após um estudo sobre esse tópico.
Seu irmão mais velho já era monge em um monastério budista. Então, ele expressou interesse em se tornar um monge budista em tenra idade. Após a morte de seu pai em 611, ele viveu com seu irmão mais velho Chen Su (陳素), mais tarde conhecido como Zhangjie (長捷), por cinco anos no Monastério Jingtu (chinês: 淨土寺) em Luoyang, apoiado pelo estado Sui. Durante esse tempo, ele estudou Mahayana, bem como várias escolas budistas antigas.
Em 618, a Dinastia Sui entrou em colapso e Xuanzang e seu irmão fugiram para Chang'an, que havia sido proclamada como a capital da dinastia Tang, e daí para o sul, para Chengdu, Sichuan. Lá, os dois irmãos passaram dois ou três anos em estudos adicionais no mosteiro de Kong Hui, incluindo o Abhidharma-kośa Śāstra. O abade Zheng Shanguo permitiu que Xuanzang estudasse esses assuntos avançados, embora ele fosse jovem.

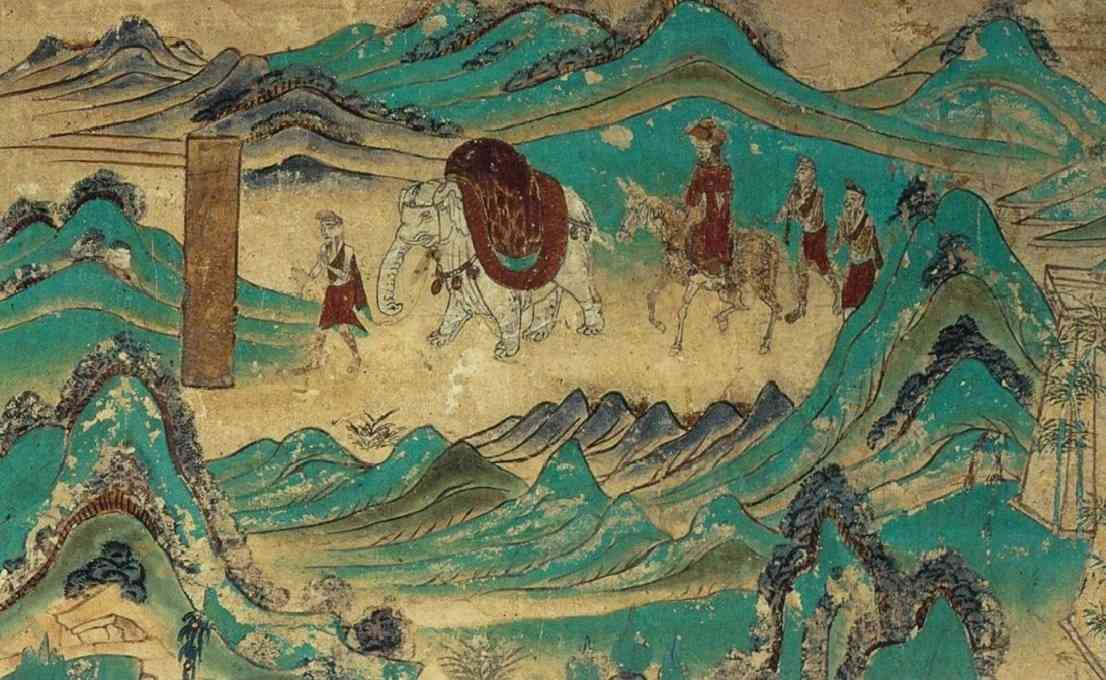
Mural da caverna Dunhuang do século VIII representando Xuanzang retornando da Índia

Adotando o nome monástico Xuanzang, ele foi ordenado monge em 622, aos vinte anos. As inúmeras contradições e discrepâncias nas traduções chinesas da época levaram Xuanzang a decidir ir para a Índia e estudar no berço do budismo. Ele sabia da visita de Faxian à Índia e, como ele, buscou textos originais em sânscrito não traduzidos da Índia para ajudar a resolver algumas dessas questões.
Mais tarde, ele viajou por toda a China em busca de livros sagrados do budismo. Por fim, ele chegou a Chang'an, então sob o governo pacífico do imperador Taizong de Tang, onde Xuanzang desenvolveu o desejo de visitar a Índia. Ele sabia sobre a visita do monge Faxian à Índia e, como ele, estava preocupado com a natureza incompleta e mal interpretada dos textos budistas que haviam chegado à China. Ele também estava preocupado com as teorias budistas concorrentes em traduções chinesas variantes. Ele procurou textos sânscritos originais não traduzidos da Índia para resolver alguns desses problemas.

## Peregrinação e traduções
Aos 27 anos, ele começou sua jornada para a Índia. Ele desafiou a proibição de sua nação de viajar para o exterior, passando por cidades da Ásia Central, como Khotan, e reinos budistas, até a Índia. Ele visitou, entre outros lugares, a famosa Universidade Nalanda, na atual Bihar, onde estudou com o monge Śīlabhadra. Xuanzang partiu da Índia com vários textos sânscritos em uma caravana de vinte cavalos de carga. Seu retorno foi bem recebido pelo Imperador Taizong na China, após uma ausência de 16 anos. Taizong ficou tão fascinado por seus relatos sobre terras estrangeiras que ofereceu ao monge budista um cargo ministerial. Xuanzang, no entanto, preferiu servir à sua religião e, respeitosamente, recusou a oferta imperial. De acordo com sua biografia, retornou com "mais de seiscentos textos Mahayana e Hinayana, sete estátuas do Buda e mais de cem relíquias sarira".
Xuanzang passou o resto de sua vida traduzindo textos budistas, totalizando 657 itens, acondicionados em 520 caixas, que ele trouxe da Índia. Ele conseguiu traduzir apenas uma pequena parte deste enorme volume, cerca de 75 itens em 1.335 capítulos, mas suas traduções incluíram algumas das escrituras Mahayana mais importantes. Xuanzang era conhecido por suas traduções extensas, porém cuidadosas, de textos budistas indianos para o chinês, que permitiram a recuperação subsequente de textos budistas indianos perdidos a partir das cópias traduzidas para o chinês. Ele é creditado por escrever ou compilar o Cheng Weishi Lun como um comentário sobre esses textos. Sua tradução do Sutra do Coração tornou-se e continua sendo um marco importante em todas as seitas budistas do Leste Asiático.

Também trouxe para a China três cópias do Sutra Mahaprajnaparamita. Xuanzang, com uma equipe de discípulos tradutores, começou a traduzir a volumosa obra em 660 d.C., usando todas as três versões para garantir a integridade da documentação original. Ele estava sendo encorajado por vários de seus discípulos tradutores a renderizar uma versão resumida. Depois que uma série de sonhos acelerou sua decisão, Xuanzang decidiu renderizar um volume completo e integral, fiel ao original de 600 capítulos. 

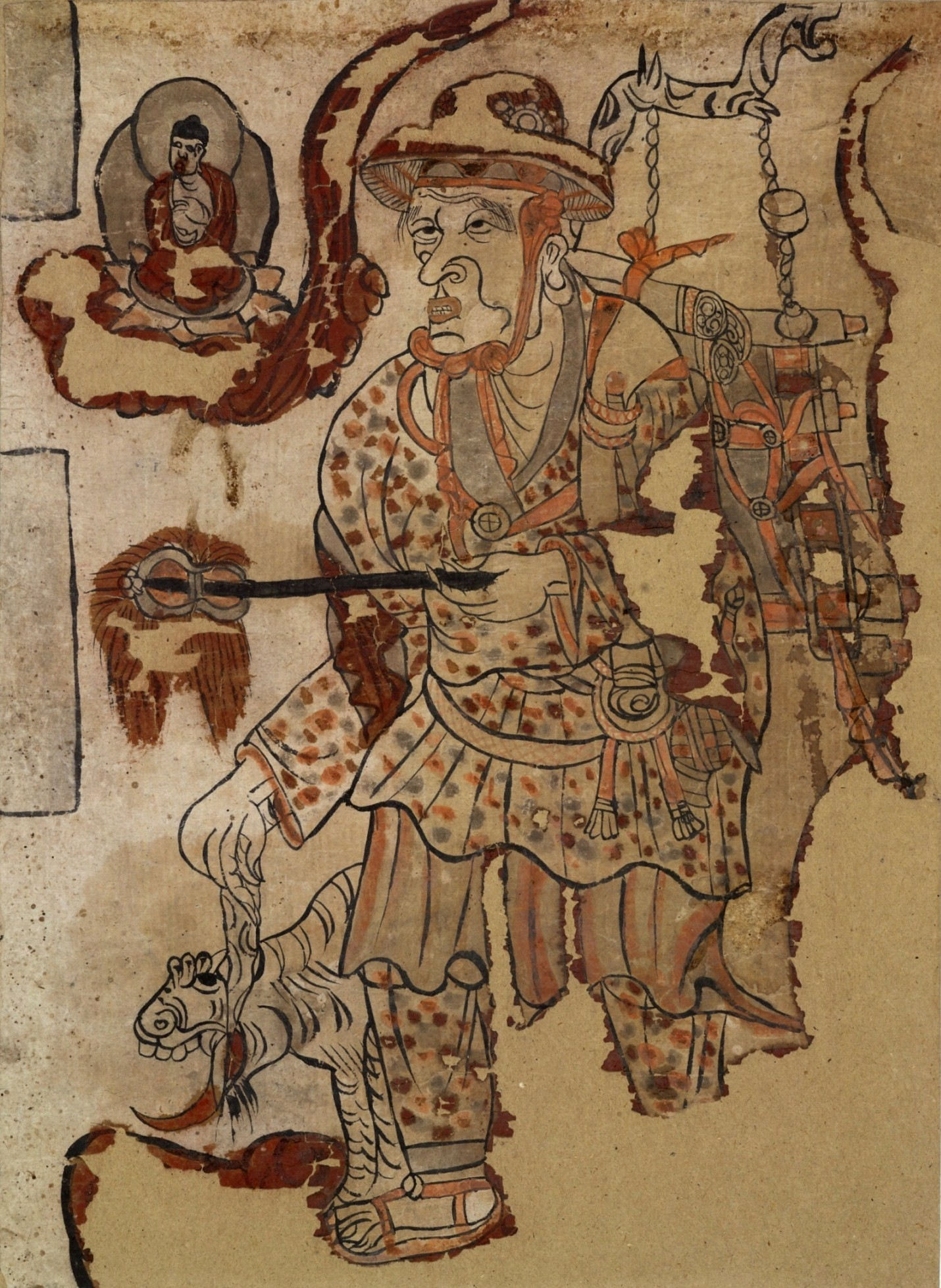
Xuanzang, caverna de Dunhuang, século IX

O principal interesse de Xuanzang centrava-se na filosofia da escola Yogacara (Vijnanavada), e ele e seu discípulo Kuiji (632–682) foram responsáveis pela formação do Weishi (Escola da Consciência Única) na China. Sua doutrina foi estabelecida no Cheng Eeishi Lun (“Tratado sobre o Estabelecimento da Doutrina da Consciência Única”), uma tradução dos escritos essenciais do Yogacara e do comentário de Kuijhi. A tese principal desta escola é que o mundo inteiro é apenas uma representação da mente. Enquanto Xuanzang e Kuiji viveram, a escola alcançou algum grau de eminência e popularidade, mas com a morte dos dois mestres, a escola declinou rapidamente. Antes disso, no entanto, um monge japonês chamado Dōshō chegou à China em 653 para estudar com Xuanzang e, após concluir seus estudos, retornou ao Japão para introduzir as doutrinas da escola da Ideação Única naquele país. Durante os séculos VII e VIII, essa escola, chamada Hossō, pelos japoneses, tornou-se a mais influente de todas as escolas budistas no Japão.
Com o encorajamento do imperador, ele também escreveu um diário de viagem, intitulado Registros das Regiões Ocidentais, o qual é uma fonte notável sobre Xuanzang e também para estudos sobre a Índia e a Ásia Central do século VII. Seu diário de viagem é uma mistura do implausível, do boato e de um relato em primeira mão. Seleções dele são usadas e contestadas, como um terminus ante quem de 645 para eventos, nomes e textos que ele menciona. Seu texto, por sua vez, forneceu a inspiração para o romance Jornada para o Oeste, escrito por Wu Cheng'en durante a dinastia Ming, cerca de nove séculos após a morte de Xuanzang.
Para celebrar a extraordinária conquista de Xuanzang na tradução dos textos budistas, o Imperador Gaozong de Tang ordenou ao renomado calígrafo Tang Chu Suiliang (褚遂良) e ao inscritor Wan Wenshao (萬文韶) que instalassem duas estelas, conhecidas coletivamente como O Prefácio do Imperador aos Ensinamentos Sagrados em chinês (雁塔聖教序), no Pagode do Grande Ganso Selvagem.